# LN Radio
 (août 2021).
LN Radio (abréviation de « Les News Radio », anciennement Ciel radio, Twizz et DH Radio) est une radio belge.
Elle a succédé à DH Radio qui avait elle-même succédé à Twizz et appartient au groupe IPM et à La Dernière Heure (DH). Elle est dirigée par Philippe Deraymaeker.
Les émissions ont commencé le 28 août 2022. Cette station fait une part belle à l'information et à la musique. Sa programmation musicale est orientée pop-rock. Les journaux d'information sont diffusés en simultané avec la chaîne TV LN24.

## Historique
Dans un premier temps la radio porta le nom de Ciel Radio. Celle-ci est née à Seraing au début des années 1980. Ciel Radio était détenue à 91 % par le groupe de presse IPM.
En juin 2006, Ciel FM a commandé un nouvel habillage auprès de One Shot Productions et son nouveau slogan s'appellera « Ciel, l'essentiel ». Le 22 mai 2007 Ciel Radio déménage de Seraing pour rejoindre les bâtiments d'IPM. Ciel FM est dirigée via la société Eurociel par Michèle Lempereur, l'épouse du bourgmestre de Liège, Willy Demeyer (PS) et veuve de Guy Mathot (PS).
En été 2008, Ciel Radio a postulé pour le dernier réseau qui reste, le « U2 », mais elle n'est pas la seule car il y a aussi Mint, BFM et Al Manar qui ont postulé pour ce dernier réseaux urbain. Ciel disparaît donc de la FM avant de gagner le U2.
Le jeudi 2 octobre 2008, le réseau U2 sera attribué à Ciel Radio, sauf s'il y a un retournement de situation, la confirmation par le CSA se fera 15 jours plus tard. Le 16 octobre 2008, le CSA confirme le retour de Ciel Radio et attribue le dernier réseau de la bande FM (Réseau U2) au projet défendu par le groupe IPM, Ciel Info.
En janvier 2010, le groupe IPM annonce que la station sera lancée le 24 février sous le nom de « Twizz ». Le 24 février 2010, Ciel Radio change de nom pour devenir Twizz, sur cette nouvelle station il y aura de l’info en permanence mais aussi de la musique « pop rock ». Au niveau du capital, le groupe IPM conserve une participation majoritaire de 60 % tandis que le groupe de télécoms Tecteo (Groupe qui chapeaute VOO et BeTV notamment) prend une participation de 40 % ce qui équivaut à un apport de 2 millions d’euros
Le 23 septembre 2010, Twizz et la station française Europe 1 annoncent un partenariat qui porte, notamment, sur la fourniture du programme de Laurent Ruquier, On va s'gêner mais aussi au niveau rédactionnel. Ainsi, la station Belge propose, chaque matin à 9 h 15, la chronique Le 26 bis, rue François 1er (Qui est l'adresse d'Europe1), qui propose soit l'interview de Jean-Pierre Elkabbach (Qui est aussi diffusée après le journal de 19 h) soit un autre invité de la matinale de la radio française. Twizz Radio peut aussi enrichir ses journaux avec des reportages des journalistes d'Europe1.
En février 2011, Twizz Radio propose des podcasts et ce, en plus de la ligne du temps qui est disponible sur son site.
En septembre 2013, le CSA autorise Twizz Radio à changer de nom pour DH Radio et dont le changement de nom a été effectif le 20 janvier 2014 à 6 h.
Le 20 janvier 2014 à 6 h toute l'équipe du Push café est à son poste pour le lancement de DH Radio en grande pompe.
En 2015, le groupe IPM décide d'orienter DH Radio vers une programmation Music & News. Toutes les émissions sont supprimées de la grille et des bulletins d'informations sont proposés toutes les heures entre 6h et 23h.
En juillet 2019, on apprend qu'à la suite du nouveau plan fréquence, DH Radio ne sera pas renouvelée et que son parc de fréquences (réseau U2) sera attribué à la chaîne d'information LN24.
Mais cette décision est annulée par le Conseil d'État le 14 août 2019.
En 2022, la radio prend le nom de LN Radio, rappelant la chaine télé d'information LN24 passé dans le giron d'IPM en 2021. Les journaux d'information sont diffusés simultanément en radio et sur la chaîne d'information en continu LN24.
Le 6 janvier 2025, LN Radio dévoile un nouveau logo, créé par l'agence Nonante Cinq, pour permettre à la station de pleinement s'affirmer et "marquer son propre ADN",,.

## Identité visuelle

### Logos

Logo de Ciel radio avant 2010
Logo de Twizz de 2010 au 20 janvier 2014
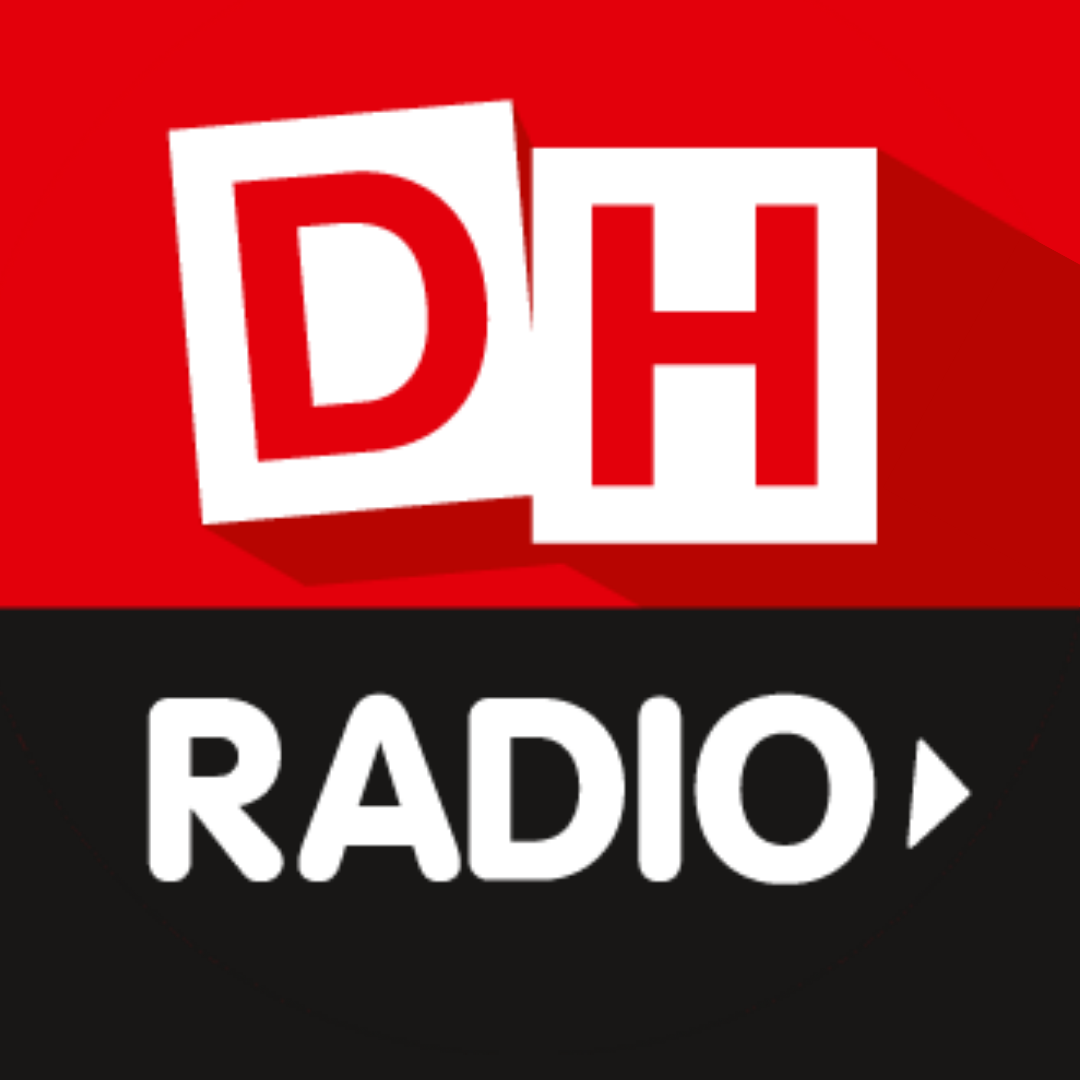
Logo de DH radio de 2014 à 2022
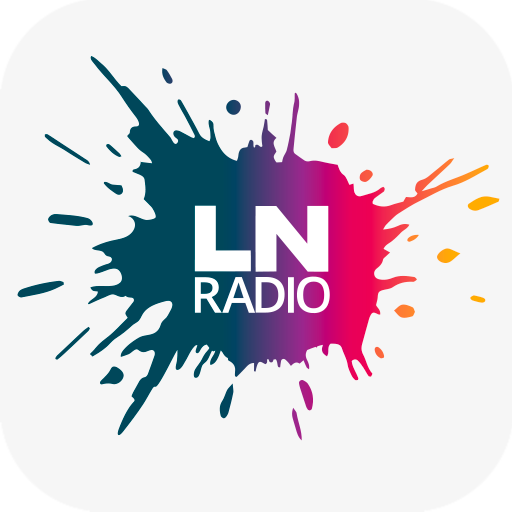
Logo de LN Radio depuis août 2022
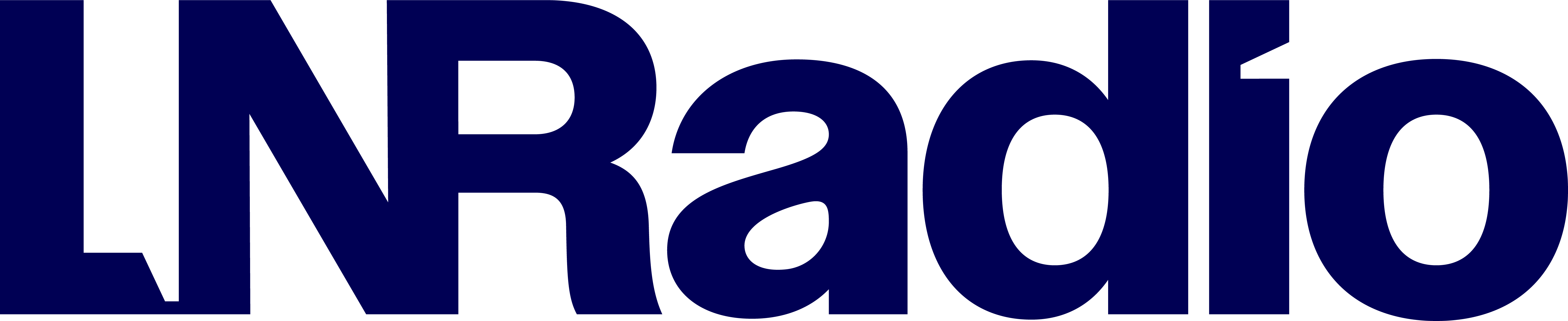
Logo de LNRadio depuis le 6 janvier 2025

### Slogans
- 2006 à 2010 : « Ciel, l'essentiel »
- 2013 à 2022 : « Le plaisir de la musique »
- 2022 à 2024 : « Le plaisir de la musique, l'essentiel de l'info »
- Depuis 2025 : « Le meilleur de la musique »

## Diffusion

### Modulation de fréquence
La chaîne est distribuée en FM, en DAB+ et via l'application RadioPlayer (Belgique).
En FM, DH Radio possède 23 fréquences et peut couvrir 75 % de la Fédération Wallonie-Bruxelles.
Les émetteurs sont situés à :
Brabant Wallon
- Jodoigne
- Nivelles
- Waterloo
- Wavre

Région de Bruxelles-Capitale
- Bruxelles

Hainaut
- Charleroi
- Comines
- La Louvière
- Mons
- Tournai

Liège
- Ferrières
- Huy
- Liège
- Spa
- Verviers
- Vierset

Luxembourg
- Arlon
- Florenville
- Marche
- Saint-Hubert

Namur
- Dinant
- Gembloux
- Namur

### Sur le câble et l'ADSL
Il est possible d'écouter LN Radio via les décodeurs des opérateurs Proximus Pickx, Orange TV, Telenet et VOO.